# 国木剛太
国木 剛太（くにき ごうた、1984年1月31日 - ）は、大阪府堺市出身の元プロ野球選手（投手）。現在は改姓して杉本 剛太（すぎもと ごうた）。

## 来歴・人物
上宮高校ではエースとしてチームを引っ張ったものの、3年時の夏の府大会では準々決勝前の練習中に左手首を骨折し、ベスト8に終わった。なお、当時の同校の2番手投手は下敷領悠太（2007年に千葉ロッテマリーンズに入団）、3番手投手は金村大裕（2005年に阪神タイガースに入団）であった。
2001年のドラフト6巡目で広島東洋カープに指名され入団した。2002年・2003年は故障箇所のリハビリをしながら体力強化に専念し、2004年に二軍で初登板した。しかし2005年シーズン終了後に戦力外通告を受け、現役引退した。
引退後は地元でスポーツショップを経営していたが、2011年から少年野球チームの監督を務めている。2017年から2018年まで京都フローラのコーチを務めた。

## 詳細情報

### 年度別投手成績
- 一軍公式戦出場なし

### 背番号
- 62（2002年 - 2005年）